# Un'analisi simbolica dei relè e dei circuiti
Un'analisi simbolica dei relè e dei circuiti (A Symbolic Analysis of Relay and Switching Circuits) è una tesi di laurea (di secondo livello nel sistema americano, relativa ad un titolo accademico di Master of Science) al MIT, scritta da Claude Elwood Shannon nel 1938, e considerata un documento fondamentale per lo sviluppo dell'elettronica digitale. La tesi fu sviluppata sotto la supervisione del fisico e matematico del MIT Frank L. Hitchcock.
In questo lavoro Shannon mette in relazione diretta l'algebra di Boole e le reti elettromeccaniche digitali, basate su relè, allora utilizzate nelle comunicazioni telefoniche. La tesi dimostra che le reti digitali possono essere utilizzate per risolvere equazioni booleane e che quindi, all'inverso, l'algebra di Boole può essere usata per descrivere una rete digitale.
La tesi, che non attirò immediatamente una grande attenzione, divenne nota tra gli ingegneri durante e dopo la seconda guerra mondiale. Da allora la relazione tra circuiti digitali ed algebra di Boole è divenuta la base dello sviluppo di circuiti logici, che rappresentano la base della moderna elettronica digitale. Il professor Howard Gardner, dell'università di Harvard, ha affermato che questa è stata "probabilmente la più importante ed anche la più famosa tesi del secolo"; per essa nel 1940 Shannon ottenne il premio dell'Istituto americano degli ingegneri "Alfred Nobel".